# Адальберт Померанский
А́дальберт Помера́нский (нем. Adalbert von Pommern, лат. Adalbertus de Pomerania; ум. 3 апреля между 1160 и 1164) — иерарх Римско-католической церкви. Монах-бенедиктинец в монастыре Святого Михаила в Бамберге, первый епископ в Померании с кафедрой в городе Волин. Капеллан польского князя Болеслава III.

## Биография

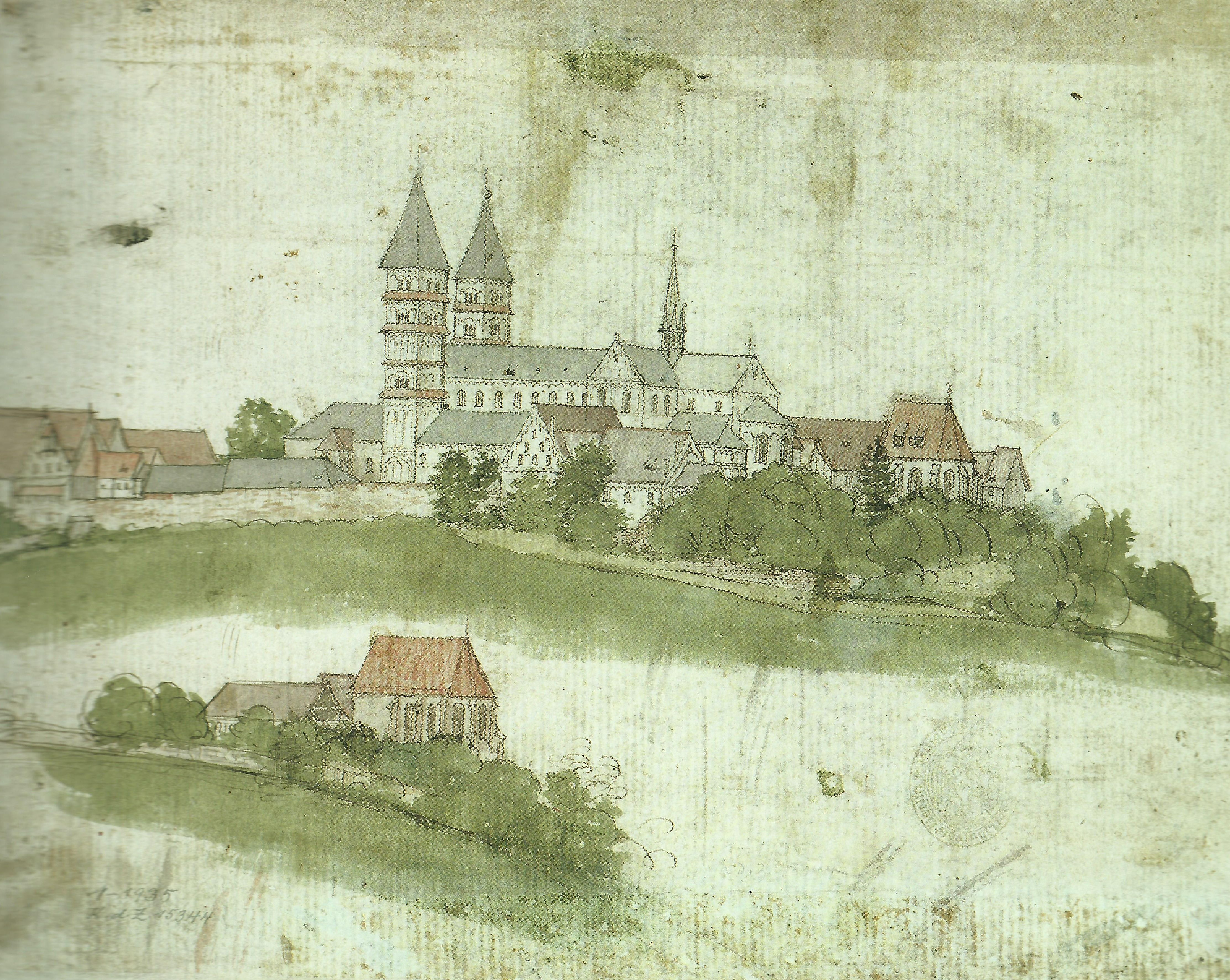
Монастырь Святого Михаила в Бамберге. Рисунок Вольфганга Кацхаймера (ок. 1480/85)

Точные дата и место рождения Адальберта неизвестны. Можно предположить, что он происходил из поморян, так, как хорошо говорил на поморском языке. В некоторых источниках говорится о его польском происхождении и о том, что он был капелланом польского князя Болеслава III. Адальберт был постриженником бенедиктинского монастыря Святого Михаила в Бамберге. В качестве переводчика он сопровождал епископа Оттона I во время его миссии в Померании .
После смерти «просветителя поморян», в 1139 году померанский герцог Ратибор I и представители благородных сословий на местном соборе избрали Адальберта кандидатом в епископы на кафедру, которая была основана римским папой Иннокентием II в городе Волин (в 1176 году кафедра была перенесена в Каммен) с юрисдикцией, совпадавшей с территорией герцогства Померания. После своего избрания, Адальберт отправился в Рим, где 14 октября 1140 года Иннокентий II посвятил его в епископский сан. Он стал первым епископом Померании. Вернувшись в епархию, Адальберт продолжил миссию среди язычников, строил церкви и рукополагал кандидатов в священники.
В 1147 году моравский епископ Йиндржих Здик призвал к крестовому походу против жителей Балтии, главной целью которого им было объявлено искоренение язычества, все ещё исповедовавшегося частью местного населения. Крестоносцы вторглись на территорию герцогства и осадили города Деммин и Щецин. Адальберт немедленно прибыл в их лагерь. Он заявил, что миссия среди местных язычников никогда не опиралась на оружие, но исключительно на проповедь. Ему удалось снять осаду с городов и убедить крестоносцев покинуть пределы герцогства.
Во время его епископства значительным событием стало основание 3 мая 1153 года первого монастыря на территории Померании. В Штольпе на берегу реки Пене, на месте убийства Вратислава I, первого христианского правителя Померании и брата померанского герцога Ратибора I, Адальберт основал бенедиктинское аббатство, в которое призвал монахов из монастыря Святого Иоанна Крестителя в Магдебурге. В миссионерских трудах епископа поддерживали и последующие правители Померании, племянники Ратибора I, герцоги Богуслав I и Казимир I. 8 июня 1159 года Адальберт основал ещё один монастырь, аббатство Гробе в Узедоме.
Точные дата и место смерти Адальберта также не установлены. Известно, что он умер 3 апреля между 1160 и 1164 годами (или 2 февраля 1162 года) в герцогстве Померания.